# جيسي سورنسن
جيسي سورنسن (بالإنجليزية: Jesse Sorensen)‏ هو مصارع محترف أمريكي، ولد في 1 مايو 1989 في بلوم في الولايات المتحدة.

## روابط خارجية
- جيسي سورنسن على موقع WrestlingData.com (الإنجليزية)
- جيسي سورنسن على موقع CageMatch worker (الإنجليزية)
- جيسي سورنسن على موقع قاعدة بيانات المصارعة على الإنترنت (الإنجليزية)
- جيسي سورنسن على موقع عالم المصارعة على الإنترنت (الإنجليزية)